# Dragutin Pavličević
Dragutin Pavličević (* 15. Januar 1932 in Novi Vinodolski) ist ein kroatischer Historiker.

## Leben
Pavličević wuchs in Pleternica und Požega auf. Er studierte bis 1956 Geschichte und kroatische Philologie an der Pädagogischen Hochschule in Zagreb. Er war zunächst als Lehrer in Pleternica tätig und setzte dann bis 1964 seine Studien an der Universität Belgrad fort. Im Anschluss wurde er Dozent für Geschichte an der Pädagogischen Akademie in Petrinja. Von 1968 bis 1970 arbeitete er als Schulleiter in Petrinja. 1976 folgte seine Promotion an der Philosophischen Fakultät der Universität Zagreb. Danach war er wissenschaftlicher Mitarbeiter am Institut für Kroatische Geschichte und von 1997 bis 2003 Senior Research Fellow am Institut für Sozialwissenschaften Ivo Pilar in Zagreb. Pavličević ist Autor mehrerer Werke zur Geschichte Kroatiens im 19. und 20. Jahrhundert.

## Ehrungen und Auszeichnungen
- 1997: Ehrenbürger von Pleternica
- 1998: Orden des Kroatischen Morgensterns (Red Danice hrvatske)
- 2000: Jahrespreis für Wissenschaft (Godišnja državna nagrada za znanost)[1]

## Schriften (Auswahl)
- Moravski Hrvati: povijest – život – kultura. Hrvatska Sveučilišna Naklada, Zagreb 1994, ISBN 953-169-053-7.
- Povijest Hrvatske [Die Geschichte Kroatiens]. Naklada Pavičić, Zagreb 1994, ISBN 953-6308-01-0.
  - Rezension von Michael Paulwitz; in: Gabriel Adriányi, Horst Glassl, Ekkehard Völkl (Hrsg.): Ungarn-Jahrbuch, Band 22, J. 1995/96, Verlag Ungarisches Institut, München 1996, S. 319–320 (PDF).
- Kratka politička i kulturna povijest Bosne i Hercegovine [Kurze politische und kulturelle Geschichte von Bosnien und Herzegowina], 2000.[2]